# 岩村敬士
岩村 敬士（いわむら たかし、1975年12月25日 - ）は、愛媛県宇和島市出身の元プロ野球選手（外野手）。現在は宇和島市に本社を置く水産会社・有限会社アクアプラスの代表兼運営統括責任者を務める。
実弟は福島レッドホープス球団代表兼監督（2020年11月現在）の岩村明憲。

## 来歴・人物
宇和島東高時代は1993年に春夏連続で甲子園に出場。同級生には快速球でならした平井正史（後にオリックス・ブルーウェーブ、中日ドラゴンズで活躍）がいた。
真夏の太陽の下、猛暑に耐える体力と集中力を養うため、グラウンドコートを着込んでタイヤを引きずりながらノックを受けた。2年生の秋、練習試合で上甲正典監督（当時）のサイン通りにバントしたが、失敗した。次の球を本塁打にしてベンチへ戻ると、監督からはほめ言葉はなく、サイン通りのプレーが出来ないことを厳しく叱責されたことから退部を考えた。数日後、監督室で「辞めます」と申し出ると、監督は練習時とうってかわって笑顔のままだったという。「お前には才能がある。ゆっくり考えろ」という監督の言葉を信じてついていった結果が、甲子園だったという。
夏の大会開幕日の海星高校戦では、満員の観客の前で4打数4安打1打点と活躍し、チームの勝利に貢献できた。「甲子園は気持ちがよかったという思い出ばかり。最高の舞台でした」と語っている。
プロ野球界から誘いを受けたが、周囲の勧めで「将来は、体育・スポーツの指導者になるなら」と言われるまま日本体育大学体育学部へ進学し硬式野球部に所属。1年春からメンバーとなり、大学選手権では本塁打も放つ。しかし、大学生活（教員養成系・体育会系）になじめず間もなく退学する。郷里の宇和島に戻って水産会社に就職した翌1996年、20歳で家族の反対を押し切り、地元で知り合った子どものいる年上の女性と入籍した。
同年の夏、近鉄バファローズのスカウトからプロテストに誘われた。岩村はこれについて「心の奥底で野球を捨て切れていなかった。まだやれるという自信もあった」と語っている。会社を辞めて退路を断つと、バットをかついで大阪へ向かった。入団テストに合格し、1996年度ドラフト会議で近鉄バファローズから7位指名を受けて、同年ヤクルトスワローズから2位指名を受けた弟・明憲と共にプロ入り。兄弟同年同時ドラフト指名は1984年の嶋田宗彦・嶋田章弘兄弟（阪神タイガース）以来2組目だった。しかし、プロは甘くなかった。ウエスタン・リーグの試合で猛打賞を獲得したり、満塁本塁打を放ったりしたが、一軍は遠かった。家庭と野球の両立に苦しみ、プロ2年目の1998年、肘を故障するとあっさり戦力外通告を受けた。目をかけてくれたコーチに「お世話になりました」と頭を下げた時、甲子園で負けた時ですら、こぼれなかった涙が頬を伝ったという。結局、後に球界を代表する強打者に成長し、MLBにも挑戦した弟とは対照的に、弟の翌1999年以降の活躍を見届けることなく球界を去った。
引退後は地元である愛媛県宇和島市に戻り、妻子とも別れ、水産薬品・飼料の事業を興す。愛媛県漁業協同組合連合会のポスターの写真では弟の明憲がブリを抱えて笑顔で微笑みかけている。
朝日新聞のインタビューに対し「結婚も野球も中途半端。僕の半生は挫折の連続です。それでも自分を信じ続けてこれたのは、過酷な練習を乗り越えて甲子園を楽しめた経験があるから」と話す。
2005年8月、母が癌で逝去。その日、ヤクルトにいた弟は明治神宮野球場での横浜戦で、故郷の宇和島へ帰らない代わりに2本塁打を放ち、亡き母に捧げた。弟の活躍をテレビで見て、自分は母に気苦労ばかりかけてきた、という思いが募ったという。
「野球は明憲に任せる。俺は自分の道を行こう」と誓い、同年10月に独立し、水産薬品や飼料を販売する会社を立ち上げた。2008年現在、従業員は約20人になったという（2015年現在は従業員数22人、資本金は300万円）。夢は、南予地方の魚を全国に知らしめ、故郷を活性化させることだという。

## 詳細情報

### 年度別打撃成績
- 一軍公式戦出場なし

### 背番号
- 59 （1997年 - 1998年）